# 余秋里
余秋里（1914年11月15日—1999年2月3日），漢族，江西吉安人，中国共产党、中华人民共和国政治人物，原副国级领导人。1955年被授予中國人民解放軍中將軍銜，著名的独臂将军。

## 生平

### 早年经历
1929年，余秋里参加吉安农民暴动，后任吉安赤卫队大队战士、分队长；同年12月，加入中国共产主义青年团。1931年5月加入中国共产党，在吉安永阳军事部工作。1933年，任湘赣省苏维埃政府工农检查委员会委员，曾在红军大学第四分校学习，任中国工农红军学校第四分校二连指导员。1934年任红六军团政治保卫队队长，随红六军团西征。此后，他调任红二军团六师十八团政治委员。参加长征。其间，率部任红二军团前卫。1936年2月，余秋里在云南乌蒙山区与国军万耀煌部队作战时，为掩护团长成钧，左臂负伤，被迫截肢。1936年11月，入抗日军政大学学习。

### 抗日战争时期
抗日战争爆发后，余秋里任中央军委总政治部直属政治处副主任。1938年起，任八路军总政治部组织部组织科科长兼巡视团主任，120师干部大队政治委员。1939年，出任120师第3支队政治委员，同支队长贺炳炎合作，率队到大清河北岸扩大根据地，很快将部队发展起来；先后进行了莲子口、北板桥等战斗，粉碎了日军的3路合围。1940年，参加百团大战。同年11月，任第358旅第8团政治委员、团长，在管涔山开辟根据地。1944年任第358旅政治部主任。

### 第二次国共内战時期
1945年10月，余秋里任第358旅政治委员，率部在陕西内线作战。1947年，他参加榆林战役、沙家店战役、岔口战役、黄龙战役等。1948年，他在358旅开展“诉苦三查”运动，进而推广演变为解放军全军的新式整军运动。同年，他率部进入外线，参与宜川战役、荔北战役等。1949年任第一野战军第1军1师政治委员，后改任军副政治委员，率部连克三原、岐山、陇县、秦安等地。尔后进军青海，后兼任青海省军政委员会副主席、青海军区副政治委员。

### 中华人民共和国建国后
1950年，余秋里调任西南，任中共川西区党委常委、西南军政大学副政治委员。1951年起，任第二高级步兵学校校长兼政治委员、西南军区后勤部部长兼政治委员。1954年12月，调任总财务部第一副部长、部长。1955年9月，他被授中将衔。获二级八一勋章、一级独立自由勋章、一级解放勋章。1957年5月，任总后方勤务部政治委员。
1958年2月他出任中华人民共和国石油工业部部长，决策将油田勘探重点放在东部，特别是东北松辽盆地。1959年9月，在大庆地区发现石油资源以后，兼任大庆石油会战指挥部工委书记。大庆油田创建初期，余秋里提出口号：“只许上，不许下！有条件要上，没有条件创造条件也要上”。余秋里还发起了学习“铁人”王进喜活动。1964年12月，开始在中华人民共和国国家计划委员会工作，任第一副主任兼秘书长，领导中央“小计委”工作。
在文化大革命中余秋里受到打击，但没有被解除职务。1968年6月，毛泽东接见中央和地方有关领导人。陈伯达组织新闻稿，将余秋里之名省略。毛泽东审阅时问陈伯达：“还有余秋里嘛！”陈伯达无奈，只得将毛泽东原话“还有余秋里”转抄新闻稿上。1970年6月，任国家计委革委会主任、国家计委主任。1975年1月他出任中华人民共和国国务院副总理兼国家计划委员会主任。

### 文化大革命及以后
文化大革命后，他于1977年8月当选中共中央政治局委员。1980年出任中华人民共和国国家能源委员会主任、中共中央书记处书记。1982年起，任国务委员、中共中央军委副秘书长、总政治部主任。1983年任中华人民共和国中央军事委员会委员。1987年被选为中共中央顾问委员会常务委员。1988年7月，被授予一级红星功勋荣誉章。1999年2月3日，余秋里病逝于北京。

## 著作
《余秋里回忆录》 上下册，2011年人民出版社。